# Wirtschaftsministerium Osttimors

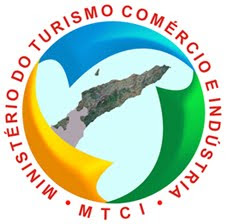
Ministerium für Tourismus, Handel und Industrie

Ministerium für Handel, Industrie und Umwelt

Das Wirtschaftsministerium Osttimors ist die osttimoresische Regierungsbehörde für die Wirtschaftspolitik des Landes. Die Leitung obliegt dem Wirtschaftsminister des Landes. Seinen Sitz hat das Wirtschaftsministerium im Mandarim (in Kolonialzeiten der Sitz des Serviços de Fomento) von Dili, im Suco Motael, an der Rua Dom Boaventura.

## Zuschnitt des Ressorts
Die Zuständigkeit für wirtschaftliche Belange wurde in den verschiedenen Kabinetten Osttimors sehr unterschiedlich verteilt. In der Regierung von 1975 gab es zum einen einen Minister für wirtschaftliche Koordination und Statistik, zum anderen einen Minister für Wirtschaft und Soziales. Das Ministerium für Wirtschaft der I. Übergangsregierung wurde in der  II. Übergangsregierung zum Ministerium für Wirtschaft und Entwicklung und in der I. Regierung schließlich zum Ministerium für Entwicklung und Umwelt. Bei der Regierungsumbildung 2005 gab der Premierminister das Ressort an den neuen Minister für Entwicklung, der auch in den beiden folgenden Regierungen als Amt bestehen blieb.
In der IV. Regierung folgte die Teilung des Ressorts in zwei Ministerien. Das Ministerium für Wirtschaft und Entwicklung war für die Entwicklung von Mikrofinanzierung und Kooperativen zuständig. Das zweite Ministerium für Tourismus, Handel und Industrie (tetum Ministériu Turizmu, Komérsiu no Indústria, portugiesisch Ministério do Turismo, Comércio e Indústria, kurz: MTCI). In der V. und VI. Regierung wurden die Ministerien wieder vereinigt, wobei das Ministerium für Handel, Industrie und Umwelt in der VI. Regierung dem Staatsminister und Koordinator für Wirtschaftsangelegenheiten untergeordnet wurde.
Die VII. Regierung trennte wieder das Ministerium für Entwicklung und institutionelle Reformen (tetum Ministériu Dezenvolvimentu no Reforma Institusionál, portugiesisch Ministério do Desenvolvimento e da Reforma Institucional, kurz: MDRI) und das Ministerium für Handel und Industrie. In der VIII. Regierung blieben die Ministerien für die Wirtschaftsressorts aufgrund des Streits mit dem Staatspräsidenten zunächst unbesetzt. Die Posten des Ministers für Tourismus, Handel und Industrie und des koordinierender Minister für wirtschaftliche Angelegenheiten (tetum Ministru Koordenadór Asuntus Ekonómikus, portugiesisch Ministro Coordenador dos Assuntos Económicos, kurz: MCAE) wurden kommissarisch geführt, bis 2020 Minister vereidigt wurden.
In der IX. Regierung  hat neben dem Minister für Handel und Industrie, der stellvertretende Premierminister Mariano Sabino Lopes die Rolle des koordinierenden Ministers für Angelegenheiten der ländlichen Entwicklung und der stellvertretende Premierminister Francisco Kalbuadi Lay die Rolle des koordinierenden Ministers für Wirtschaft, Minister für Tourismus und Umwelt inne. Der Vizeminister für Handel ist dem Handelsministerium zugeordnet. Unter dem Wirtschaftsminister stehen der Staatssekretär für Kooperativen SECOOP und der Staatssekretär für Berufsbildung und Beschäftigungspolitik.

## Aufgaben

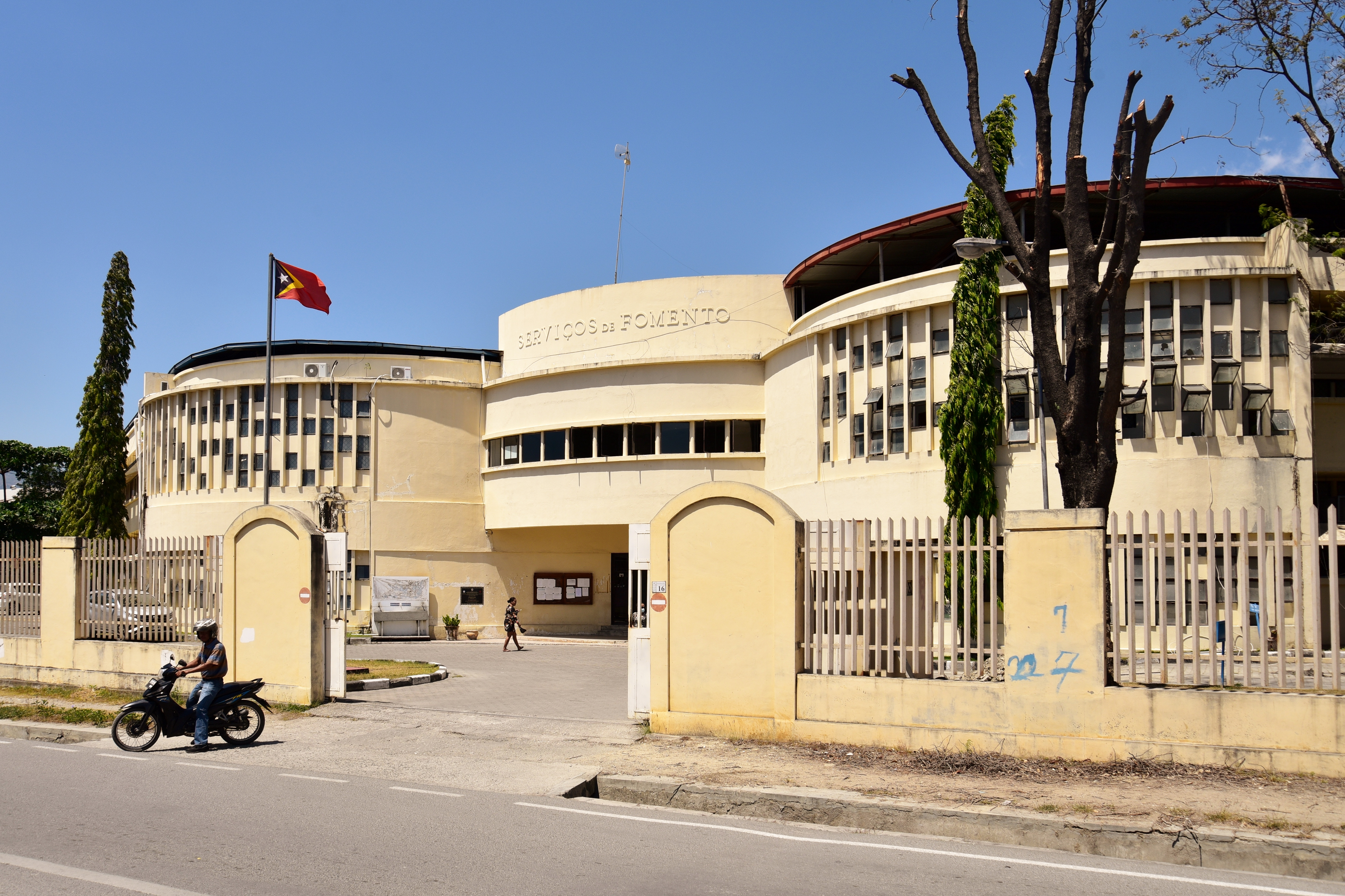
Das Mandarim in Dili, Sitz des Wirtschaftsministeriums

Das Ministerium mit dem Wirtschaftsressort ist die zentrale Regierungsstelle, die für die Konzeption, Durchführung, Koordinierung und Bewertung der vom Ministerrat festgelegten und genehmigten Politik für die Bereiche Industrie- und Handelswirtschaft sowie für den Genossenschaftssektor zuständig ist. In der Regel ist auch das Ressort Umwelt der Wirtschaft zugeordnet, oft auch der Tourismus.
Der Minister hat folgende Aufgaben: Vorschlag der Politik und Entwurf der Regulierungsprojekte für die Bereiche, für die er zuständig ist, Entwerfen, Ausführen und Bewerten der Richtlinien für diese Bereiche, zum Wachstum der Wirtschaftstätigkeit beitragen, einschließlich der nationalen und internationalen Wettbewerbsfähigkeit, Unterstützung der Aktivitäten von Wirtschaftsakteuren durch Erleichterung von Lösungen, die die Verfahrensanforderungen einfacher und schneller machen, Bewertung und Lizenzierung von Installations- und Betriebsprojekten für Industrie- und Handelsunternehmen; Inspektion und Überwachung von gewerblichen und industriellen Aktivitäten und Unternehmungen in Übereinstimmung mit dem Gesetz, ein Informations- und Dokumentationszentrum für Unternehmen führen und verwalten, die Qualifizierung und Klassifizierung von Industrieunternehmen gemäß den geltenden Rechtsvorschriften vorschlagen,  Förderung der Entwicklung des Genossenschaftssektors, insbesondere in ländlichen Gebieten und in Bezug auf die Landwirtschaft, in Abstimmung mit dem Ministerium für Landwirtschaft und Fischerei, Förderung der Bedeutung des Genossenschaftssektors sowie von Kleinst- und Kleinunternehmen und Förderung von Schulungen zur Gründung, Organisation, Verwaltung und Rechnungslegung von Genossenschaften und Kleinunternehmen, Organisation und Verwaltung eines Genossenschaftsregisters; Organisation und Verwaltung der Registrierung von gewerblichem Eigentum und Förderung internationaler und interner Regeln für Normung, Messtechnik und Qualitätskontrolle, Messmuster für Einheiten und physikalische Größe.
Bei Zuständigkeit für das Umweltressort kommen dazu die Umsetzung der Umweltpolitik und Bewertung der erzielten Ergebnisse, Förderung, Überwachung und Unterstützung der Strategien zur Integration der Umwelt in die Sektorpolitik, Durchführung der strategischen Umweltprüfung von Strategien, Plänen, Programmen und Rechtsvorschriften und Koordinierung der Umweltverträglichkeitsprüfungen von Projekten auf nationaler Ebene und Gewährleistung der Annahme und Überwachung von Maßnahmen zur Vermeidung und Verminderung der Umweltverschmutzung durch die zuständigen Einrichtungen im Allgemeinen und in Bezug auf Umweltgenehmigungen.

## Untergeordnete Behörden
Das Nationale Logistikzentrum steht unter der Aufsicht des Wirtschaftsministeriums.